# WWE Women's Tag Team Championship
Les WWE Women's Tag Team Championship (que l'on peut traduire par championnat féminin par équipes de la WWE) sont des championnats de catch (lutte professionnelle) féminins utilisés par la World Wrestling Entertainment, à Raw, SmackDown et NXT.
Les championnes actuelles sont Alexa Bliss et Charlotte Flair.

## Histoire
En 1989, la World Wrestling Federation (WWF, puis WWE) abandonne le championnat par équipe féminin de la WWF en raison du manque d’équipes dans la division féminine. Cela est resté vrai jusqu'à la fin des années 2000. Au début des années 2010, la division féminine a commencé à se développer et, en 2012, WWE.com a publié un article en faveur de la résurrection du championnat féminin par équipe. Puis en 2014, les Bella Twins ont évoqué leur désir de créer un championnat par équipe de divas. Jusqu'en 2016, les lutteuses féminines étaient appelées divas et leur meilleur championnat était le WWE Divas Championship,,,. L'idée d'un championnat par équipe féminin semblait avoir été oubliée jusqu'à la mi-2018. Dans une interview avec Sky Sports, Stephanie McMahon a déclaré en ce qui concerne le début des titres : « Pas encore, mais c'est une chose que nos fans ont bien entendue et que nous souhaitons mettre en place dès que nous le pourrons. ». En octobre avant la première du pay-per-view Evolution, show entièrement féminin, des spéculations - comprenant les commentaires des lutteuses actuelles - ont fait surface: la promotion ferait les débuts des titres lors de l'événement,. Juste avant l'événement, Stéphanie a déclaré que les titres arriveraient « plus tôt que prévu », mais que les titres ne faisaient pas leurs débuts lors Evolution. La spéculation a toutefois diminué après l'événement, mais l'épisode de Monday Night Raw du 3 décembre 2018 a été interrogé par un fan sur ce qu'ils voulaient apporter à la division des femmes en 2019. Bayley et Sasha Banks ont déclaré vouloir devenir les premières championnes féminine par équipe de la WWE.
Le 24 décembre 2018 lors de Raw, le président de la WWE, Vince McMahon, a annoncé officiellement qu'un nouveau championnat féminin par équipes serait lancé en 2019. Le 14 janvier 2019, durant l'épisode de Raw, Alexa Bliss a dévoilé les ceintures du championnat durant son segment A Moment of Bliss. Après le dévoilement, Bliss a annoncé que les premiers champions seraient désignés lors du pay-per-view Elimination Chamber le 17 février 2019, lors d'un match par équipe opposant trois équipes de Raw et trois de SmackDown, rendant les titres non exclusifs à l'une ou l'autre marque,. Le 18 février lors de Raw, il a également été annoncé que les titres seraient défendus à NXT.
Pour déterminer les trois équipes de Raw, des matchs de qualification ont eu lieu et ont commencé le 28 janvier dernier lors de l'épisode de Raw. Les équipes, Nia Jax et Tamina et The Riott Squad (représentées par Liv Morgan et Sarah Logan) se sont qualifiées en battant respectivement les équipes Alexa Bliss et Mickie James, ainsi que Natalya et Dana Brooke. La semaine suivante, The Boss 'N' Hug Connection (Bayley et Sasha Banks) battent Alicia Fox et Nikki Cross pour remporter la dernière place de Raw. Aucun match de qualification n'a été organisé pour déterminer les trois équipes de SmackDown en raison d'un roster par équipe réduit. Chaque équipe a plutôt déclaré sa participation. L’équipe de Sonya Deville et Mandy Rose ont annoncé leur participation lors de l’épisode de SmackDown Live du 29 janvier, The IIconics (Billie Kay et Peyton Royce) ont annoncé leur rentrée via Twitter et l'équipe Naomi et Carmella accepte la dernière place lors de l'épisode du 5 février.

### Match inaugural pour les titres
| Éliminée (position) | Catcheuse (équipe)                                  | Entrée (position) | Éliminée par                                      | Méthode d'élimination                                      | Temps |
| ------------------- | --------------------------------------------------- | ----------------- | ------------------------------------------------- | ---------------------------------------------------------- | ----- |
| 1                   | Naomi (Carmella & Naomi)                            | 5                 | Billie Kay et Peyton Royce                        | Par tombé après un double Roll-up.                         | 17:10 |
| 2                   | Billie Kay et Peyton Royce (The IIconics)           | 4                 | Nia Jax et Tamina                                 | Par tombé simultané après un Samoan Drops en stereo.       | 20:15 |
| 3                   | Liv Morgan et Sarah Logan (The Riott Squad)         | 3                 | Tamina                                            | Par tombé après un Superfly Splash sur les deux lutteuses. | 25:05 |
| 4                   | Tamina (Nia Jax et Tamina)                          | 6                 | Sasha Banks, Bayley, Mandy Rose, et Sonya Deville | Par tombé après un diving elbow drop de Bayley.            | 27:05 |
| 5                   | Sonya Deville (Mandy Rose et Sonya Deville)         | 2                 | Sasha Banks                                       | Par soumission avec le Bank Statement.                     | 33:00 |
| Vainqueur           | Bayley et Sasha Banks (The Boss 'N' Hug Connection) | 1                 | NC                                                | NC                                                         | 33:00 |

## Tournoi pour les titres vacants (2022)
Après que Sasha Banks et Naomi aient été suspendues indéfiniment et que les titres aient été vacants, Michael Cole a annoncé qu'il y aurait un tournoi pour déclarer de nouvelles championnes. Le tournoi a débuté dans l'épisode de Raw du 8 août et s'est déroulé entre les épisodes de Raw et SmackDown jusqu'à sa finale dans l'épisode de Raw du 29 août.
|  | Quarts de finale           | Quarts de finale           |                            |       | Demi-finales | Demi-finales |  |  | Finale | Finale |
|  | Quarts de finale           | Quarts de finale           |                            |       | Demi-finales | Demi-finales |  |  | Finale | Finale |
|  |                            |                            |                            |       |              |              |  |  |        |        |
|  |                            |                            |                            |       |              |              |  |  |        |        |
|  |                            |                            |                            |       |              |              |  |  |        |        |
|  | Tamina et Dana Brooke      | 10:00                      |                            |       |              |              |  |  |        |        |
|  | Tamina et Dana Brooke      | 10:00                      |                            |       |              |              |  |  |        |        |
|  | IYO SKY et Dakota Kai      | Tombé                      |                            |       |              |              |  |  |        |        |
|  | IYO SKY et Dakota Kai      | Tombé                      | IYO SKY et Dakota Kai      | Tombé |              |              |  |  |        |        |
|  |                            |                            | IYO SKY et Dakota Kai      | Tombé |              |              |  |  |        |        |
|  |                            | Alexa Bliss et Asuka       | 18:30                      |       |              |              |  |  |        |        |
|  | Alexa Bliss et Asuka       | Alexa Bliss et Asuka       | 18:30                      | Soum. |              |              |  |  |        |        |
|  | Alexa Bliss et Asuka       |                            |                            | Soum. |              |              |  |  |        |        |
|  | Doudrop et Nikki A.S.H.    | 9:00                       |                            |       |              |              |  |  |        |        |
|  | Doudrop et Nikki A.S.H.    | 9:00                       | IYO SKY et Dakota Kai      | 11:30 |              |              |  |  |        |        |
|  |                            |                            | IYO SKY et Dakota Kai      | 11:30 |              |              |  |  |        |        |
|  |                            | Raquel Rodriguez et Aliyah | Tombé                      |       |              |              |  |  |        |        |
|  | Raquel Rodriguez et Aliyah | Raquel Rodriguez et Aliyah | Tombé                      | Tombé |              |              |  |  |        |        |
|  | Raquel Rodriguez et Aliyah |                            |                            | Tombé |              |              |  |  |        |        |
|  | Shotzi et Xia Li           | 9:35                       |                            |       |              |              |  |  |        |        |
|  | Shotzi et Xia Li           | 9:35                       | Raquel Rodriguez et Aliyah | Tombé |              |              |  |  |        |        |
|  |                            |                            | Raquel Rodriguez et Aliyah | Tombé |              |              |  |  |        |        |
|  |                            | Sonya Deville et Natalya   | 8:00                       |       |              |              |  |  |        |        |
|  | Gigi Dolin et Jacy Jayne   | Sonya Deville et Natalya   | 8:00                       | Tombé |              |              |  |  |        |        |
|  | Gigi Dolin et Jacy Jayne   |                            |                            | Tombé |              |              |  |  |        |        |
|  | Sonya Deville et Natalya   | 8:48                       |                            |       |              |              |  |  |        |        |
|  | Sonya Deville et Natalya   | 8:48                       |                            |       |              |              |  |  |        |        |

## Historique des règnes
Au 29 mai 2023, il y a eu vingt règnes. L'équipe inaugurale du championnat était la Boss'n'Hug Connection (Bayley et Sasha Banks) de la brand Raw. Les Kabuki Warriors (Asuka et Kairi Sane) ont le règne le plus long avec 181 jours, tandis que Asuka et Alexa Bliss ont le règne le plus court avec 5 jours. Lita est la championne la plus âgée, remportant le titre à 47 ans, tandis que la plus jeune est Rhea Ripley, qui a remporté les titres à 24 ans. Les titres ont été rendu 3 fois vacants.
| Détails      | Détails               |
| ------------ | --------------------- |
| Bouton rouge | règne pour Raw.       |
| Bouton bleu  | règne pour SmackDown. |
| Bouton vert  | règne interbrand.     |

| #  | Championnes                                              | Règne | Date              | Nombre de jours | Évènement                              | Lieu                         | Notes | Réf.   |
| -- | -------------------------------------------------------- | ----- | ----------------- | --------------- | -------------------------------------- | ---------------------------- | --- | ------ |
| 1  | The Boss'N'Hug Connection (Bayley et Sasha Banks)        | 1     | 17 février 2019   | 49              | Elimination Chamber (2019)             | Houston (Texas)              | En battant Fire & Desire (Mandy Rose et Sonya Deville), Nia Jax et Tamina, The Riott Squad (Sarah Logan et Liv Morgan), les IIconics (Billie Kay et Peyton Royce), Naomi et Carmella dans un Women's Elimination Chamber Tag Team match pour déterminer les premières championnes par équipes de l'histoire. | [ 21 ] |
| 2  | The IIconics (Billie Kay et Peyton Royce)                | 1     | 7 avril 2019      | 120             | WrestleMania 35                        | East Rutherford (New Jersey) | En battant la Boss'n'Hug Connection, les Divas of Doom, Nia Jax et Tamina dans un Fatal 4-Way Tag Team match. Elles remportent les titres pour la première fois de leurs carrières et leurs premiers titres dans le roster principal. | [ 22 ] |
| 3  | Alexa Bliss et Nikki Cross                               | 1     | 5 août 2019       | 62              | Raw                                    | Pittsburgh (Pennsylvanie)    | En battant les Kabuki Warriors, Fire & Desire et les IIconics dans un Fatal 4-Way Elimination Tag Team match. Alexa Bliss remporte les titres pour la première fois de sa carrière, son troisième titre dans le roster principal, après avoir été championne de SmackDown, triple championne de Raw et devient la seconde Triple Crown Champion. Nikki Cross, quant à elle, remporte également les titres pour la première fois de sa carrière, et son premier titre dans le roster principal.                                                                                     | [ 23 ] |
| 4  | The Kabuki Warriors (Asuka et Kairi Sane)                | 1     | 6 octobre 2019    | 181             | Hell in a Cell (2019)                  | Sacramento (Californie)      | En battant Alexa Bliss et Nikki Cross. Asuka remporte les titres pour la première fois de sa carrière, son second titre dans le roster principal, après avoir été championne de SmackDown, et devient la seconde catcheuse la plus âgée à gagner ces titres. Kairi Sane, quant à elle, remporte également les titres pour la première fois de sa carrière et son premier titre dans le roster principal. | [ 24 ] |
| 5  | Alexa Bliss et Nikki Cross                               | 2     | 4 avril 2020      | 62              | WrestleMania 36                        | Orlando (Floride)            | En prenant leur revanche sur les Kabuki Warriors. Elles deviennent les 1re et 2de catcheuses à gagner deux fois les ceintures. | [ 25 ] |
| 6  | The Boss'N'Hug Connection (Bayley et Sasha Banks)        | 2     | 5 juin 2020       | 86              | SmackDown                              | Orlando (Floride)            | En battant Alexa Bliss et Nikki Cross, égalant le même nombre de règnes qu'elles. Elles deviennent les 3e et 4e catcheuses à gagner deux fois les ceintures. Bayley devient la première catcheuse à détenir, en même temps, le titre féminin par équipes de la WWE et le titre féminin de SmackDown. Sasha Banks devient également la première catcheuse à détenir, en même temps, le titre féminin par équipes de la WWE et le titre féminin de Raw. C'est également la première équipe à détenir toutes les ceintures de la division féminine du roster principal en même temps. | [ 26 ] |
| 7  | Nia Jax et Shayna Baszler                                | 1     | 30 août 2020      | 112             | Payback (2020)                         | Orlando (Floride)            | En battant Bayley et Sasha Banks. Nia Jax remporte les titres pour la première fois de sa carrière et son second titre dans le roster principal après avoir été championne de Raw. Shayna Baszler, quant à elle, remporte également les titres pour la première fois de sa carrière, et son premier titre dans le roster principal, après avoir été double championne de NXT. | [ 27 ] |
| 8  | Asuka (2) et Charlotte Flair                             | 1     | 20 décembre 2020  | 42              | TLC: Tables, Ladders and Chairs (2020) | Orlando (Floride)            | En battant Nia Jax et Shayna Baszler, Asuka devient la 5e catcheuse à gagner deux fois les ceintures, la seconde catcheuse à détenir, en même temps, le titre féminin par équipes de la WWE et le titre féminin de Raw et la première à les gagner deux fois avec une partenaire différente. Charlotte Flair, de son côté, les remporte pour la première fois de sa carrière. | [ 28 ] |
| 9  | Nia Jax et Shayna Baszler                                | 2     | 31 janvier 2021   | 103             | Royal Rumble (2021)                    | St. Petersburg (Floride)     | En prenant leur revanche sur leurs précédentes adversaires, aidées par des distractions de Ric Flair et Lacey Evans. Elles deviennent les 6e et 7e catcheuses à gagner deux fois les ceintures. | [ 29 ] |
| 10 | Natalya et Tamina                                        | 1     | 14 mai 2021       | 129             | SmackDown                              | St. Petersburg (Floride)     | En battant Nia Jax et Shayna Baszler. Il s'agit du premier titre majeur de Tamina après plus de onze ans et devient également la première catcheuse à remporter le titre 24/7 de la WWE et les titres féminins par équipes de la WWE. Natalya, quant à elle, remporte son second titre majeur à la WWE, après avoir été championne de SmackDown. | [ 30 ] |
| 11 | Rhea Ripley et Nikki A.S.H (3)                           | 1     | 20 septembre 2021 | 63              | Raw                                    | Raleigh (Caroline du Nord)   | En battant Natalya et Tamina, Nikki A.S.H devient la 1re catcheuse à gagner trois fois les ceintures et la seconde à les gagner deux fois avec une partenaire différente. Rhea Ripley, quant à elle, remporte les titres pour la première fois de sa carrière et son second titre dans le roster principal après avoir été championne de Raw. L'Australienne devient également la plus jeune catcheuse à gagner ces titres (24 ans). | [ 31 ] |
| 12 | Carmella et Queen Zelina                                 | 1     | 22 novembre 2021  | 132             | Raw                                    | Brooklyn (New York)          | En battant Nikki A.S.H et Rhea Ripley. Carmella remporte les titres pour la première fois de sa carrière et son second titre dans le roster principal, après avoir été championne de SmackDown. Queen Zelina, quant à elle, remporte, elle aussi, les titres pour la première fois de sa carrière et son premier titre dans le roster principal. | [ 32 ] |
| 13 | Naomi et Sasha Banks (3)                                 | 1     | 3 avril 2022      | 47              | WrestleMania 38                        | Arlington (Texas)            | En battant Carmella, Queen Zelina, Liv Morgan, Rhea Ripley, Natalya et Shayna Baszler dans un Fatal 4-Way Tag Team match, Sasha Banks devient la 2de catcheuse à gagner trois fois les ceintures, la troisième à les gagner deux fois avec une partenaire différente et met fin à sa série de 6 défaites consécutives à WrestleMania. Naomi, quant à elle, remporte les titres pour la première fois de sa carrière et son second titre dans le roster principal après avoir été double championne de SmackDown.                                                                   | [ 33 ] |
| —  | Vacant                                                   | —     | 20 mai 2022       | 101             | SmackDown                              | Grand Rapids (Michigan)      | Naomi et Sasha Banks ayant refusé de participer à un 6-Pack Challenge prévu à Raw en début de semaine, et ayant abandonné les titres sur le bureau de John Laurinatis, Michael Cole annonce que les deux catcheuses sont suspendues indéfiniment, que les titres sont vacants et qu'un nouveau tournoi sera organisé pour déterminer les futures championnes par équipe. | [ 34 ] |
| 14 | Raquel Rodriguez et Aliyah                               | 1     | 29 août 2022      | 14              | Raw                                    | Pittsburgh (Pennsylvanie)    | En battant Dakota Kai et IYO SKY en finale du tournoi. Elles remportent les titres pour la première fois de leurs carrières et leurs premiers titres dans le roster principal. Raquel Rodriguez devient la première catcheuse à gagner les titres féminins par équipes de NXT et les titres féminins par équipes de la WWE. | [ 35 ] |
| 15 | Damage CTRL (Dakota Kai et IYO SKY)                      | 1     | 12 septembre 2022 | 49              | Raw                                    | Portland (Oregon)            | En prenant leur revanche sur ses mêmes adversaires qui les avaient battues en finale du tournoi, il y a quatorze jours. Elles remportent les titres pour la première fois de leurs carrières et leurs premiers titres dans le roster principal. | [ 36 ] |
| 16 | Alexa Bliss (3) et Asuka (3)                             | 1     | 31 octobre 2022   | 5               | Raw                                    | Dallas (Texas)               | En prenant leur revanche sur Damage CTRL (Dakota Kai et IYO SKY), qui les avaient battues en demi-finale du tournoi, elles deviennent les 3e et 4e catcheuses à gagner trois fois les ceintures. Il s'agit du règne le plus court de l'histoire des titres. | [ 37 ] |
| 17 | Damage CTRL (Dakota Kai et IYO SKY)                      | 2     | 5 novembre 2022   | 114             | Crown Jewel (2022)                     | Riyad ( Arabie saoudite)     | En prenant leur revanche sur leurs mêmes adversaires, aidées par une intervention extérieure de Nikki Cross, elles deviennent les 8e et 9e catcheuses à gagner deux fois les ceintures et deviennent les premières catcheuses à gagner des titres en Arabie Saoudite. | [ 38 ] |
| 18 | Becky Lynch et Lita                                      | 1     | 27 février 2023   | 42              | Raw                                    | Grand Rapids (Michigan)      | En battant Damage CTRL (Dakota Kai et IYO SKY), elles remportent les titres pour la première fois de leurs carrières. Becky Lynch devient la 6e Triple Crown Champion. Lita, de son côté, devient la première catcheuse la plus âgée à gagner les titres (47 ans). | [ 39 ] |
| 19 | Raquel Rodriguez (2) et Liv Morgan                       | 1     | 10 avril 2023     | 39              | Raw                                    | Seattle (Washington)         | En battant Becky Lynch et Trish Stratus (qui a remplacé Lita, blessée avant le combat), Raquel Rodriguez devient la 10e catcheuse à gagner deux fois les ceintures et la quatrième à les gagner deux fois avec une partenaire différente, tandis que Liv Morgan les remporte pour la première fois de sa carrière. | [ 40 ] |
| —  | Vacant                                                   | —     | 19 mai 2023       | 10              | SmackDown                              | Columbia (Caroline du Sud)   | À la suite d'une blessure à l'épaule de Liv Morgan survenue la semaine passée, Raquel Rodriguez et elle sont contraintes d'abandonner les titres. Le 29 mai à Raw, un Fatal 4-Way Tag Team match sera organisé entre quatre équipes pour couronner de nouvelles championnes : Raquel Rodriguez et Shotzi, Ronda Rousey et Shayna Baszler, Damage CTRL (Bayley et IYO SKY), ainsi que Chelsea Green et Sonya Deville. | [ 41 ] |
| 20 | Ronda Rousey et Shayna Baszler (3)                       | 1     | 29 mai 2023       | 33              | Raw                                    | Albany (New York)            | En battant Raquel Rodriguez, Shotzi, Damage CTRL (Bayley et IYO SKY), Chelsea Green et Sonya Deville dans un Fatal 4-Way Tag Team match, Ronda Rousey remporte les titres pour la première fois de sa carrière et, de ce fait, devient également la 8e Triple Crown Champion. Shayna Baszler, quant à elle, devient la 5e catcheuse à gagner trois fois les ceintures et à les gagner deux fois avec une partenaire différente. | [ 42 ] |
| 21 | Raquel Rodriguez (3) et Liv Morgan (2)                   | 2     | 1er juillet 2023  | 16              | Money in the Bank (2023)               | Londres ( Royaume-Uni)       | En prenant leur revanche sur Ronda Rousey et Shayna Baszler, Raquel Rodriguez devient la 6e catcheuse à gagner trois fois les ceintures, tandis que Liv Morgan devient la 11e catcheuse à gagner deux fois les ceintures. Elles deviennent également la première équipe à gagner les ceintures hors du sol américain. | [ 43 ] |
| 22 | Chelsea Green et Sonya Deville                           | 1     | 17 juillet 2023   | 28              | Raw                                    | Atlanta (Géorgie)            | En battant Raquel Rodriguez et Liv Morgan, elles remportent les titres pour la première fois de leurs carrières. | [ 44 ] |
| 23 | Chelsea Green et Piper Niven                             | 1     | 14 août 2023      | 126             | Raw                                    | Winnipeg ( Canada)           | Le 7 août, Sonya Deville annonce, sur les réseaux sociaux, souffrir d'une rupture du ligament croisé antérieur et devoir s'absenter pendant 6 mois. Une semaine plus tard à Raw, Piper Niven se propose à Chelsea Green pour remplacer sa partenaire actuelle. La catcheuse britannique remporte les titres pour la première fois de sa carrière et son premier titre dans le roster principal. | ,      |
| 24 | Katana Chance et Kayden Carter                           | 1     | 18 décembre 2023  | 39              | Raw                                    | Des Moines (Iowa)            | En battant Chelsea Green et Piper Niven, elles remportent les titres pour la première fois de leurs carrières et leurs seconds titres par équipes. Elles deviennent la première équipe à gagner les titre féminins par équipes de NXT et ces ceintures. | [ 47 ] |
| 25 | The Kabuki Warriors (Asuka (4) et Kairi Sane (2))        | 2     | 26 janvier 2024   | 99              | SmackDown                              | Miami (Floride)              | En battant Katana Chance et Kayden Carter, Asuka devient la 1re catcheuse à gagner quatre fois les ceintures et détient le record du plus grand nombre de règnes. Kairi Sane, quant à elle, devient la 12e catcheuse à gagner deux fois les ceintures. | [ 48 ] |
| 26 | Bianca Belair et Jade Cargill                            | 1     | 4 mai 2024        | 42              | Backlash (2024)                        | Décines-Charpieu ( France)   | En battant les Kabuki Warriors, elles remportent les titres pour la première fois de leurs carrières. Jade Cargill remporte son premier titre à la WWE et Bianca Belair devient la 9e Triple Crown Champion. Elles deviennent la seconde équipe à gagner les ceintures hors du sol américain. | [ 49 ] |
| 27 | The Unholy Union (Alba Fyre et Isla Dawn)                | 1     | 15 juin 2024      | 77              | Clash at the Castle (2024)             | Glasgow ( Écosse)            | En battant Shayna Baszler, Zoey Stark, Jade Cargill et Bianca Belair dans un Triple Threat Tag Team match, elles remportent les titres pour la première fois de leurs carrières et deviennent la seconde équipe à gagner les titres féminins par équipes de NXT et ces ceintures. Elles deviennent également la troisième équipe à gagner les ceintures hors du sol américain. | [ 50 ] |
| 28 | Bianca Belair et Jade Cargill                            | 2     | 31 août 2024      | 104             | Bash in Berlin                         | Berlin ( Allemagne)          | En battant The Unholy Union, elles deviennent la 7e équipe à gagner deux fois les ceintures et la première équipe à les gagner deux fois hors du sol américain. Le 22 novembre à SmackDown, Jade Cargill souffre de blessures multiples, car elle a été agressée, et doit s'absenter pour une durée indéterminée. | ,      |
| 28 | Bianca Belair et Naomi                                   | 2     | 13 décembre 2024  | 73              | SmackDown                              | Hartford (Connecticut)       | Le 13 décembre à SmackDown, Naomi remplace Jade Cargill et devient la 13e catcheuse à gagner deux fois les ceintures. | [ 53 ] |
| 29 | Raquel Rodriguez (4) et Liv Morgan (3)                   | 3     | 24 février 2025   | 55              | Raw                                    | Cincinnati (Ohio)            | En battant Bianca Belair et Naomi, Raquel Rodriguez devient la seconde catcheuse à gagner quatre fois les ceintures et égale Asuka au record du plus grand nombre de règnes. Liv Morgan, de son côté, devient la 7e catcheuse à gagner trois fois les ceintures. Les deux catcheuses deviennent également la première équipe à les gagner trois fois. | [ 54 ] |
| 30 | Becky Lynch (2) et Lyra Valkyria                         | 1     | 20 avril 2025     | 1               | WrestleMania 41                        | Paradise (Nevada)            | En battant Liv Morgan et Raquel Rodriguez, Becky Lynch devient la 14e catcheuse à gagner deux fois les ceintures et la 6e à les gagner deux fois avec une partenaire différente. Lyra Valkyria, de son côté, remporte les titres pour la première fois de sa carrière et, de ce fait, devient double championne puisqu'elle est aussi championne Intercontinentale. | [ 55 ] |
| 31 | Raquel Rodriguez (5) et Liv Morgan (4)                   | 4     | 21 avril 2025     | 70              | Raw                                    | Paradise (Nevada)            | En prenant leur revanche sur Becky Lynch et Lyra Valkyria, Raquel Rodriguez devient la 1re catcheuse à gagner cinq fois les ceintures et au plus grand nombre de règnes. Liv Morgan, de son côté, devient la 3e catcheuse à gagner quatre fois les ceintures et les deux catcheuses deviennent la première équipe à les gagner quatre fois. | [ 56 ] |
| 32 | The Judgment Day (Raquel Rodriguez (5) et Roxanne Perez) | 1     | 30 juin 2025      | 33              | Raw                                    | Pittsburgh (Pennsylvanie)    | Le 30 juin à Raw, en raison de l'absence de Liv Morgan pour blessure, Roxanne Perez la remplace, remporte les titres pour la première fois de sa carrière et son premier titre dans le roster principal. | [ 57 ] |
| 33 | Alexa Bliss (4) et Charlotte Flair (2)                   | 1     | 2 août 2025       | 12+             | SummerSlam (2025)                      | East Rutherford (New Jersey) | En battant Raquel Rodriguez et Roxanne Perez, Alexa Bliss devient la 4e catcheuse à gagner quatre fois les ceintures et la première à les gagner trois fois avec deux partenaires différentes. Charlotte Flair, de son côté, devient la 15e catcheuse à gagner deux fois les ceintures et la 7e à les gagner deux fois avec une partenaire différente. | [ 58 ] |

## Règnes combinés

### En solo
|  | Travaille actuellement à la WWE |

| Rang | Champion         | Règnes | Jours combinés |
| ---- | ---------------- | ------ | -------------- |
| 1.   | Asuka            | 4      | 324            |
| 2.   | Kairi Sane       | 2      | 280            |
| 3.   | Shayna Baszler   | 3      | 247            |
| 4.   | Raquel Rodriguez | 5      | 239+           |
| 5.   | Bianca Belair    | 2      | 220            |
| 6.   | Nia Jax          | 2      | 215            |
| 7.   | Nikki Cross      | 3      | 186            |
| 8.   | Sasha Banks      | 3      | 180            |
| 9.   | Liv Morgan       | 4      | 180            |
| 10.  | Dakota Kai       | 2      | 162            |
| 10.  | IYO SKY          | 2      | 162            |
| 12.  | Chelsea Green    | 1      | 154            |
| 13.  | Bayley           | 2      | 134            |
| 14.  | Queen Zelina     | 1      | 132            |
| 14.  | Carmella         | 1      | 132            |
| 16.  | Natalya          | 1      | 129            |
| 16.  | Tamina           | 1      | 129            |
| 13.  | Alexa Bliss      | 3      | 129            |
| 18.  | Piper Niven      | 1      | 126            |
| 19.  | Naomi            | 2      | 12O            |
| 20.  | Billie Kay       | 1      | 120            |
| 20.  | Peyton Royce     | 1      | 120            |
| 22.  | Jade Cargill     | 2      | 104            |
| 23.  | Alba Fyre        | 1      | 77             |
| 23.  | Isla Dawn        | 1      | 77             |
| 25.  | Rhea Ripley      | 1      | 63             |
| 26.  | Becky Lynch      | 2      | 43             |
| 27.  | Lita             | 1      | 42             |
| 27.  | Charlotte Flair  | 1      | 42             |
| 29.  | Katana Chance    | 1      | 39             |
| 29.  | Kayden Carter    | 1      | 39             |
| 31.  | Ronda Rousey     | 1      | 33             |
| 32.  | Roxanne Perez    | 1      | 45+            |
| 33.  | Sonya Deville    | 1      | 28             |
| 34.  | Aliyah           | 1      | 14             |
| 35.  | Lyra Valkyria    | 1      | 1              |

### Par équipe
|  | Travaille actuellement à la WWE |

| Rang | Champion                                          | Règnes | Jours combinés |
| ---- | ------------------------------------------------- | ------ | -------------- |
| 1    | The Kabuki Warriors (Asuka et Kairi Sane )        | 2      | 280 jours      |
| 2    | Nia Jax et Shayna Baszler                         | 2      | 223 jours      |
| 3    | Raquel Rodriguez et Liv Morgan                    | 4      | 180 jours      |
| 4    | Damage CTRL (Dakota Kai et IYO SKY )              | 2      | 162 jours      |
| 5    | The Boss'N'Hug Connection (Bayley et Sasha Banks) | 2      | 134 jours      |
| 6    | Carmella et Queen Zelina                          | 1      | 131 jours      |
| 7    | Natalya et Tamina                                 | 1      | 129 jours      |
| 8    | Chelsea Green et Piper Niven                      | 1      | 126 jours      |
| 9    | Alexa Bliss et Nikki Cross                        | 2      | 123 jours      |
| 10   | The IIconics (Billie Kay et Peyton Royce)         | 1      | 120 jours      |
| 11   | Bianca Belair et Jade Cargill                     | 2      | 104 jours      |
| 12   | The Unholy Union (Alba Fyre et Isla Dawn)         | 1      | 77 jours       |
| 13   | Bianca Belair et Naomi                            | 1      | 74 jours       |
| 14   | Rhea Ripley et Nikki A.S.H                        | 1      | 63 jours       |
| 15   | Naomi et Sasha Banks                              | 1      | 47 jours       |
| 16   | Becky Lynch et Lita                               | 1      | 42 jours       |
| 16   | Asuka et Charlotte Flair                          | 1      | 42 jours       |
| 17   | Katana Chance et Kayden Carter                    | 1      | 39 jours       |
| 18   | Ronda Rousey et Shayna Baszler                    | 1      | 33 jours       |
| 19   | Raquel Rodriguez et Roxanne Perez                 | 1      | 45 jours+      |
| 20   | Chelsea Green et Sonya Deville                    | 1      | 28 jours       |
| 21   | Raquel Rodriguez et Aliyah                        | 1      | 14 jours       |
| 22   | Alexa Bliss et Asuka                              | 1      | 5 jours        |
| 23   | Becky Lynch et Lyra Valkyria                      | 1      | 1 jour         |

## Statistiques
| Record                                       | Détenteur du record                       | Chiffre   |
| -------------------------------------------- | ----------------------------------------- | --------- |
| Le plus grand nombre de règnes par équipe    | Raquel Rodriguez et Liv Morgan            | 4 fois    |
| Le plus grand nombre de règnes en individuel | Raquel Rodriguez                          | 5 fois    |
| Règne le plus long                           | The Kabuki Warriors (Asuka & Kairi Sane ) | 181 jours |
| Règne le plus court                          | Becky Lynch et Lyra Valkyria              | 1 jour    |
| Championne la plus âgée                      | Lita                                      | 47 ans    |
| Championne la plus jeune                     | Roxanne Perez                             | 23 ans    |